# グラックス兄弟

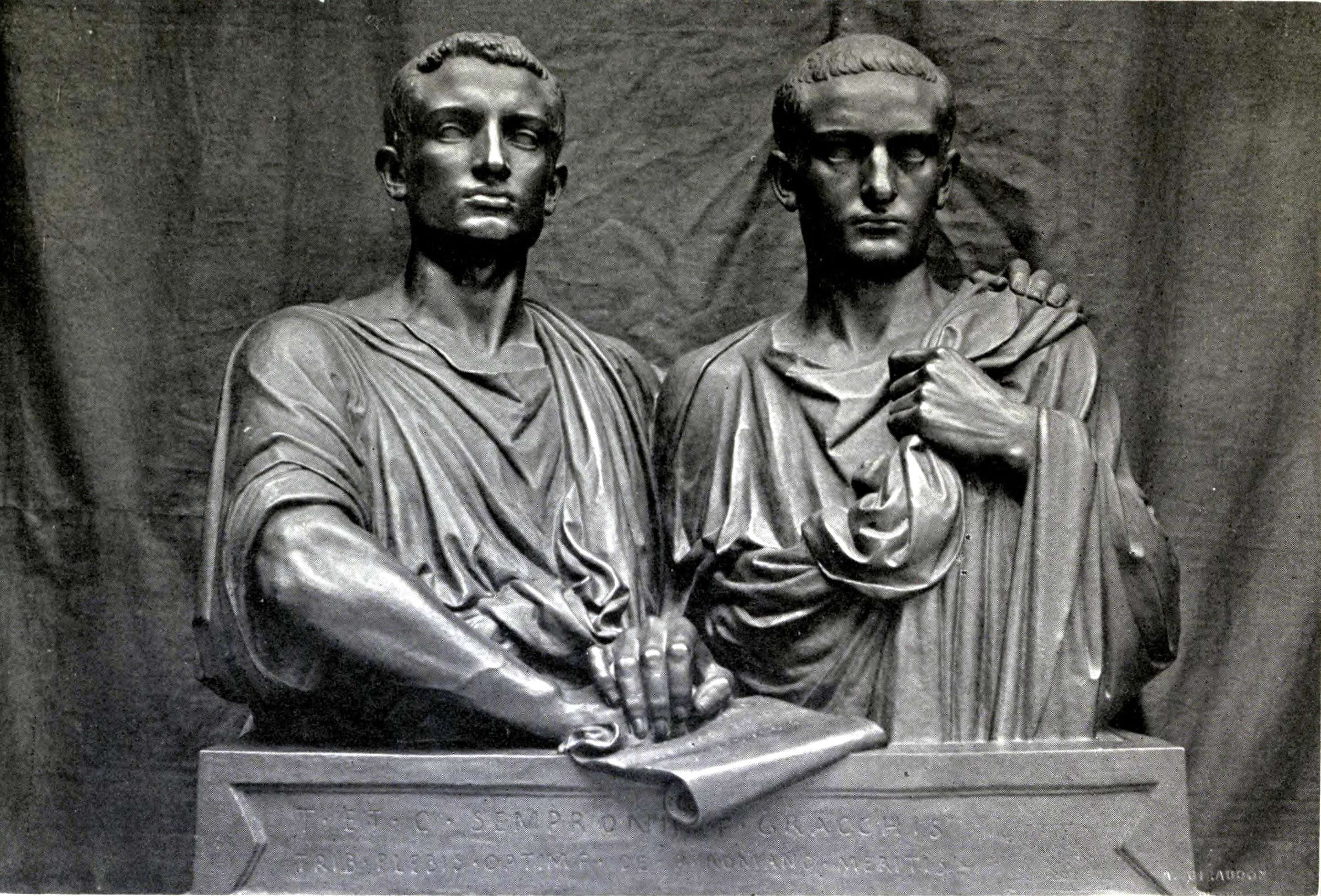
19世紀の彫刻家、ウジェーヌ・ギョームによるグラックス兄弟の像

グラックス兄弟（グラックスきょうだい）は、古代ローマのセンプロニウス氏族グラックス家に生まれた兄弟、ティベリウス・センプロニウス・グラックスとガイウス・センプロニウス・グラックスの2人を指す。
共和政ローマ末期、戦争が続き社会的な疲弊を感じたティベリウスは、紀元前133年に護民官となりローマの改革に着手するものの、元老院の反発に遭い暗殺される。紀元前123年には弟のガイウスが護民官に就任して改革を再開するが、兄よりも広範囲に急激な改革を目指したため抵抗が強く、紀元前121年に反対派によって自殺に追い込まれた。2人の死後、グラックス派は一掃され、矛盾と対立に満ちた「内乱の一世紀」へと向かうことになる。

## 出自
兄弟の父親は大グラックス、母親はスキピオ・アフリカヌスの娘コルネリア・アフリカナ。姉にスキピオ・アエミリアヌスの妻センプロニアがいる。
グラックス家は血統的にはプレブスであるが、紀元前238年には執政官を出しており、実質的にはノビレスと考えられる。

## 背景
ポエニ戦争などの戦役を通じてローマは領土を拡大していったが、それに伴って農地は荒廃し、中小農民の没落を招いた。彼らは農地を手放しローマなどの大都市へ流入することとなった。一方、戦勝によって富んだ有力者（ノビレスら）は、中小農民が持っていた農地を手に入れ、奴隷を使役して大土地所有（＝ラティフンディウム）を拡大していった。中小農民はローマ軍団の主力を担っており、彼らの無産市民（プロレタリイ）化はすなわちローマ軍の弱体化を意味していた。これを受けて、有力者によって事実上占有されていた公有地（アゲル・プブリクス）の再配分を行い、中小農民の救済を目指したのがグラックス改革である、というのが従来の説明である。しかしながら、この説明には考古学的に矛盾がみられ、近年ではあまり研究対象とされなくなってきている。

### 考古学的見地
プルタルコスのティベリウス・グラックス伝では、彼がエトルリアを通った時、荒廃した土地を見てこの改革を発想したとされている。しかしながら、近年の発掘調査の結果、エトルリアで大規模農園が中小農民を駆逐していたかは疑問であり、むしろ農繁期の労働力として中小農民が必要とされ、大規模農園と共存していたのではないかと推測する説もある。また、研究によっては南エトルリアにラティフンディウムが展開されていた考古学的な痕跡がないとするものもあり、逆に帝政初期までに中小農民が増えているようにも読み取れるという。更に、ハンニバル戦争時に大規模小規模にかかわらず農村部の全面的な衰退がみられた後、むしろ漸減し続けているという研究もある。そもそもプルタルコスはガイウス・マリウス伝では、紀元前87年に北アフリカからテラモン（現タラモネ）に上陸したマリウスが6000の兵を集めたとしている。彼が言うほど荒廃していれば、これほどのローマ市民はいなかったはずであり、考古学的にもエトルリア南部は紀元前2世紀にかなり開発が進み、紀元前1世紀にかけて発展したことがうかがわれるという。
これらの考古学的な研究成果からは、ラティフンディウムと中小農民という単純な二分化の欠陥が浮き彫りとなっている。ローマ史研究者の間でも、共和政の研究者と帝政の研究者は、それぞれ大土地所有のピークを共和政末期と帝政初期と考えており、見解の相違があるという。

### ケンスス
史料から明らかになっているケンソルによるケンスス（国勢調査）の結果から中小農民の没落を読み取ろうとする試みがあるが、このケンススの数字が徴兵可能な年齢層だけを表すのかどうかも見解が分かれており、ハンニバル戦争後に半減した数字も、少なくとも紀元前160年代には戦前より大きくなっており、ここから没落を読み取ることは難しい。また、ローマ市民は資産に応じてクラス分けされていたが、ケンススの数字の増大は、軍務資格の境界線である第5クラシスの資産価値の切り下げが行われた結果であるという主張があるものの、戦争中にアス (青銅貨)の切り下げが行われ、紀元前211年頃にはセクスタンス・アスの導入、更には紀元前141年頃アスからセステルティウスに置き換えられるなど貨幣価値の変動があり、単純にそうとは言えず、また引き下げられたとしたら、中小農民でも第5クラシスに踏みとどまった可能性もあるという。
ケンススは同盟市戦争後停滞し、共和政末期と帝政初期の数字には大きな乖離が見られる。同盟市戦争の結果全イタリア人にローマ市民権が与えられたとはいえ、これをどうとらえるかについて議論があるが、一説によれば、自由人の貧困からくる出生率の低下があったとも考えられ、これがティベリウスら当時のローマ人に危機感を抱かせたのではないかという。また、もし逆に出生率が増加していたとすれば、土地不足から公有地の分配を求める声が挙がっていたとしても不思議ではない。

## ティベリウスの動機
ティベリウスは紀元前133年に護民官に就任し現行法を再適用しつつ改革に乗り出したが、彼の改革の動機を、従来の中小農民の救済ではなく、中小農民の資産を固定することによって、軍務資格者を維持することにあるとする説もある。これはセンプロニウス法に、農地の譲渡を禁止する条項があることから来ている。
また、ローマの社会危機ではなく、彼の属していたグループ（ファクティオ）による党略の見地からの解説も行われている。クラウディウス氏族プルケル家、ティベリウスの属するセンプロニウス氏族グラックス家、ムキウス氏族スカエウォラ家からなるグループの首領は、ティベリウスの義父であるアッピウス・プルケルで、彼らの支持層を拡大するために改革に固執し、他のノビレスから多大な反発を受けた結果、ティベリウスは暗殺されたというものである。ただ、この説には反対する声もある。

### ヌマンティア事件
ティベリウス・グラックスは、父のおかげでケルティベリア人から尊敬されていたため、

その影響力で彼らを説得し、ローマ側指揮官全員が誓う和平条約を飲ませた。

しかし元老院は執政官らを召喚し、この条約を締結したものたちに責任を取らせようとした。

グラックスもこの中に含まれていたが、人脈によって無罪となり、

貴族のコネがないマンキヌスだけが、全員の罪を被ることとなった。
テオドール・モムゼン『ローマ史』4.1.「マンキヌス」

彼の動機を、若い頃の「ヌマンティア事件」に求める説もある。紀元前137年、クァエストルであったティベリウスは、執政官ガイウス・ホスティリウス・マンキヌスの下でヒスパニア・キテリオルに派遣された。この地は彼の父が第一次ケルティベリア戦争で活躍した地であった。しかしそこでローマ軍は敵に包囲され、窮地に陥ったところをティベリウスが講和へ持って行ったものの、帰国後に告発されたのである。ティベリウスは無罪となったものの、彼にとって父祖に縁のある土地での失敗は大いなる挫折となった。このことが、後の彼の強硬な態度につながっているとするものである。元老院に議席を持つノビレスとは言え、その地位は安泰ではなく、常に他のノビレスとの競争に勝ち抜く必要があったのである。

個人的な動機が彼を突き動かしたのかもしれない。

ヌマンティアとの和平条約は実質彼の功績であり、元老院がこの条約を破棄したこと、

そのせいで執政官が降伏し、グラックスも罪を着せられるところだったことを思い起こせば、

若く誇り高い彼が支配層の貴族たちと仲良くすることは出来ないだろう。
テオドール・モムゼン『ローマ史』4.2.「ティベリウス・グラックス」

このような種々の論争を経て、近年では改革の動機を、従来言われてきた社会的な問題解決のためとするよりは、彼自身のノビレスとしての地位、そして「ヌマンティア事件」による個人的声望の失墜に求めるものが多くなっている。

## ティベリウスの改革
彼が紀元前133年に提案したセンプロニウス法は以下が知られている。
- Lex Sempronia agraria （センプロニウス農地法。一人が所有できる公有地（ager publicus）は500ユゲラまでと定められていたリキニウス・セクスティウス法の規定を改正し、子供一人につき250ユゲラ追加して計1000ユゲラまでとした。オーバー分は国が買い上げ、毎年選出される土地分配委員によって分配する）[16]
  - Lex Sempronia agraria altera （第二農地法。上記の土地分配委員を3人選出し、公有地に関わる争いに判決を出す権限を付与）[17]
- Rogatio Sempronia de civitate sociis danda （同盟市にローマ市民権を付与するセンプロニウスの提案。信憑性が薄いという指摘がある）[17]
- Rogatio Sempronia de pecunia regis Attal （アッタロス王朝の財産に関するセンプロニウスの提案。土地を農地法に基づいて分配する）[18]
- Rogatio Sempronia de provocatione （上訴に関するセンプロニウスの提案。特別審問所（quaestiones extraordinariae）の判決に対しても上訴を認める）[19]
- Rogatio Sempronia militaris （センプロニウスの軍務提案。兵役義務軽減を訴え市民の支持を得ようとしたものか。公布されたか怪しい）[19]
- Rogatio Sempronia iudiciaria （センプロニウスの審判人提案。裁判の審判人（多数決で判決を下す、現在でいうところの陪審員に近い）を元老院議員とエクィテスで分け合う。プブリウス・スキピオ・アエミリアヌスが思いとどまらせた）[19]
- Lex Sempronia de magistratu M . Octavio abrogando （政務官マルクス・オクタウィウス解任に関するセンプロニウス法。護民官を解任した最初の例となった）[19]

### ティベリウス暗殺
ティベリウスは護民官として、施すことで民衆を味方につけ共和国を支配し、

元老院の廃止と、民衆による直接統治を提言していた。。。

議員たちは武力行使を訴えたが、執政官スカエウォラがそれを否定したため、

スキピオ・ナシカが声を上げた。

「執政官は法の字面に従うばかりで、この国を滅ぼそうとしている」
ウァレリウス・マクシムス『有名言行録』3.2.17.

ティベリウスが暗殺された原因として、以下の3つ考えられる。
- プレブス民会で同僚護民官オクタウィウスの解任決議を取り辞任に追い込んだ。
- アッタロス3世の遺贈したペルガモンを独断で処理しようとした。
- 護民官の再選を目指した。

プルタルコスによれば、この護民官再選を競っていたプレブス民会において、賛成派と反対派との間でいざこざが起こり、そのことが元老院に報告された。そこでスキピオ・ナシカ・セラピオは、執政官プブリウス・スカエウォラに対し、ティベリウスを排除し国家を救うよう求めた。しかしスカエウォラは、裁判を経ずに市民を殺害することを拒否したため、ナシカは執政官を非難し、共に国家を救おうと議員に呼びかけ、民会に乱入してティベリウス共々300人以上を殺害したという（このときのナシカの要請を、史上初の「元老院最終決議」とする説もある）。ローマの支配体制は元老院とその議席を占めるノビレスによる集団的支配体制で、それを維持するために政務官には、同僚制、一年任期の原則があった。ティベリウスの行動はこの2つを脅かすものであり、護民官は任期中に訴追できないため、直接的に排除されることとなったとする説がある。

## ガイウスの改革
ヌマンティアとの和平に対する不評と、

元老院がこの条約を破棄した際の厳しい態度は、

ティベリウス・グラックスに忘れられない悲嘆と怖れを植え付けた。

そのために、あの勇気ある偉大な人物は元老院を離れたのだ。

また、ガイウス・グラックスは兄の死を目の当たりにして、

兄弟愛、怒り、自身の偉大な精神に突き動かされ、

家族の復讐を果たそうとしたのだ。
キケロ『臓卜師の回答について』43

ガイウスは紀元前123年に護民官に就任した。彼は様々なセンプロニウス法を提案した。初年度だけでも、
- Lex Sempronia agraria （センプロニウス農地法。兄ティベリウスのものを更新、新条項を盛り込んだ）[24]
  - Lex Sempronia viaria （センプロニウス道路法。恐らく農地法に付随する）[25]
- Lex Sempronia frumentaria （センプロニウス穀物法。毎月おそらく5モディの小麦を6アスと1/3（トリエンス（英語版））で買えるように定めた）[24]
- Rogatio Sempronia iudiciaria （センプロニウスの審判人提案。元老院の定数を300もしくは600増やすことを提案）[26]
- Lex Sempronia militalis（センプロニウス軍務法。兵装を国庫負担とし、17才以下の徴兵を禁じた。紀元前109年の執政官マルクス・ユニウス・シラヌスの軍務法によって廃止）[26]
- Lex Sempronia de abactis （一度解任された政務官が再任されないよう定めた）[26]
- Lex Sempronia de capite civis romani （ローマ市民の頭格刑（死刑）に関するセンプロニウス法。人々による裁判の命令なしに市民を頭格刑に処してはならない。プロウォカティオ（上訴）を強化）[27]
- Lex Sempronia de provinciis consularibus （両コンスルのプロウィンキアに関するセンプロニウス法。予定執政官の担当地域は、彼らの召集する最初の元老院の前に、元老院決議によって定め、その決議の妨害を禁止した）[28]

などがある。

### 恐喝審問所改革
紀元前122年に成立した審判人に関するセンプロニウス法によって、それまで元老院議員によって独占されていた常設恐喝審問所（属州での不法所得返還請求）の審判人資格の改変を行った。これには古代の史料においても、その時点で300人の元老院議員に600人のエクィテスを加えることで審判人の比率を変えるとするもの、300人の元老院議員と300人のエクィテスから審判人とするもの、エクィテスのみを審判人とするものと、諸説あるが、これは最後のエクィテスで審判人を独占するものと考えられている。この法によってエクィテスは元老院の軛を逃れることになり、属州での徴税人（プブリカニ）などの経済活動がかなり自由になった彼らは、ガイウス支持に回ったと考えられている。

## 後世の評価

### アメリカ
ジョン・アダムズはグラックス兄弟を煽動政治家とみなしていたが、1830年頃から、政治家たちによって貴族に立ち向かう平民の英雄として頻繁に取り上げられるようになったという。更にそれ以降教科書に好意的に取り上げられるようになり、多くのアメリカ人にとって道徳的な話として広まったが、これは教科書の執筆者が主に中産階級だったことや、当時の土地改革や奴隷制度廃止運動の影響が大きいのではないかとする考察がある。

## その他
- フランス革命時代の革命家であり、共産主義の先駆とされ、農地均分を唱えたフランソワ・ノエル・バブーフは、グラックス兄弟にあやかって、「グラキュース・バブーフ（Gracchus Babeuf）」と自称した。
- 「スパルタカス」「グラディエーター」など古代ローマを舞台とした映画には、自由や平等に理解を示す架空の元老院議員として『グラックス』の名が出てくる。